# Juan Torena
Juan de Garchitorena de Carvajal, plus connu comme Juan Torena, est un footballeur puis acteur philippin né à Manille le 24 mars 1898 et mort le 27 juin 1983 à Santa Barbara (Californie). Ses ancêtres sont basques. On a longtemps cru qu'il était argentin.

## Biographie

### Footballeur
Juan de Garchitorena naît à Manille aux Philippines le 24 mars 1898. Il émigre en Amérique du Nord, en Argentine et devient footballeur professionnel. Il rejoint ensuite l'Espagne et le FC Barcelone en 1916. C'est le premier cas d'un joueur avec un faux passeport dans ce qui est connu comme L'affaire Garchitorena. Lors d'un match remporté en championnat de Catalogne par le Barça face à l'Espanyol par 3 à 0, les perdants déposent un protêt car les joueurs étrangers ne pouvaient pas jouer. La Fédération catalane donne raison à l'Espanyol. Garchitorena continue à jouer avec le FC Barcelone mais uniquement des matches amicaux jusqu'à la fin de la saison. Lors de la saison 1918-1919, il joue trois matches en Coupe d'Espagne et de nombreux matches amicaux.

### Acteur
À la fin de sa carrière de footballeur, il se rend à Hollywood où il se lance dans le métier d'acteur, avec une nature de séducteur, sous le nom de Juan Torena. Il joue dans 36 films dont Sombras habaneras (1929), La Cruz y la espada (1934), Guérillas (1950) avec Tyrone Power et La Plage déserte (1953) avec Barbara Stanwyck. Il est aussi connu pour sa vie sentimentale mouvementée. Il se lie à Myrna Loy et épouse l'actrice Natalie Moorhead.
Il obtient la nationalité américaine en 1954.
Son neveu Luis Garchitorena obtint le prix littéraire en 1978 Zobel aux Philippines.
Juan Torena décède le 27 juin 1983 à Santa Barbara en Californie.

## Vie personnelle
Marié avec :
- Natalie Moorhead (? - 1983) (Mort de l'acteur)

De nature latin lover, il séduisit quelques actrices après son arrivée dans le circuit Hollywoodien. Selon l'ancien manageur de football José Samitier, Juan Torena aurait discrètement eu une liaison avec Myrna Loy au début des années 30 ,,.